# Malzmühle Johanngeorgenstadt

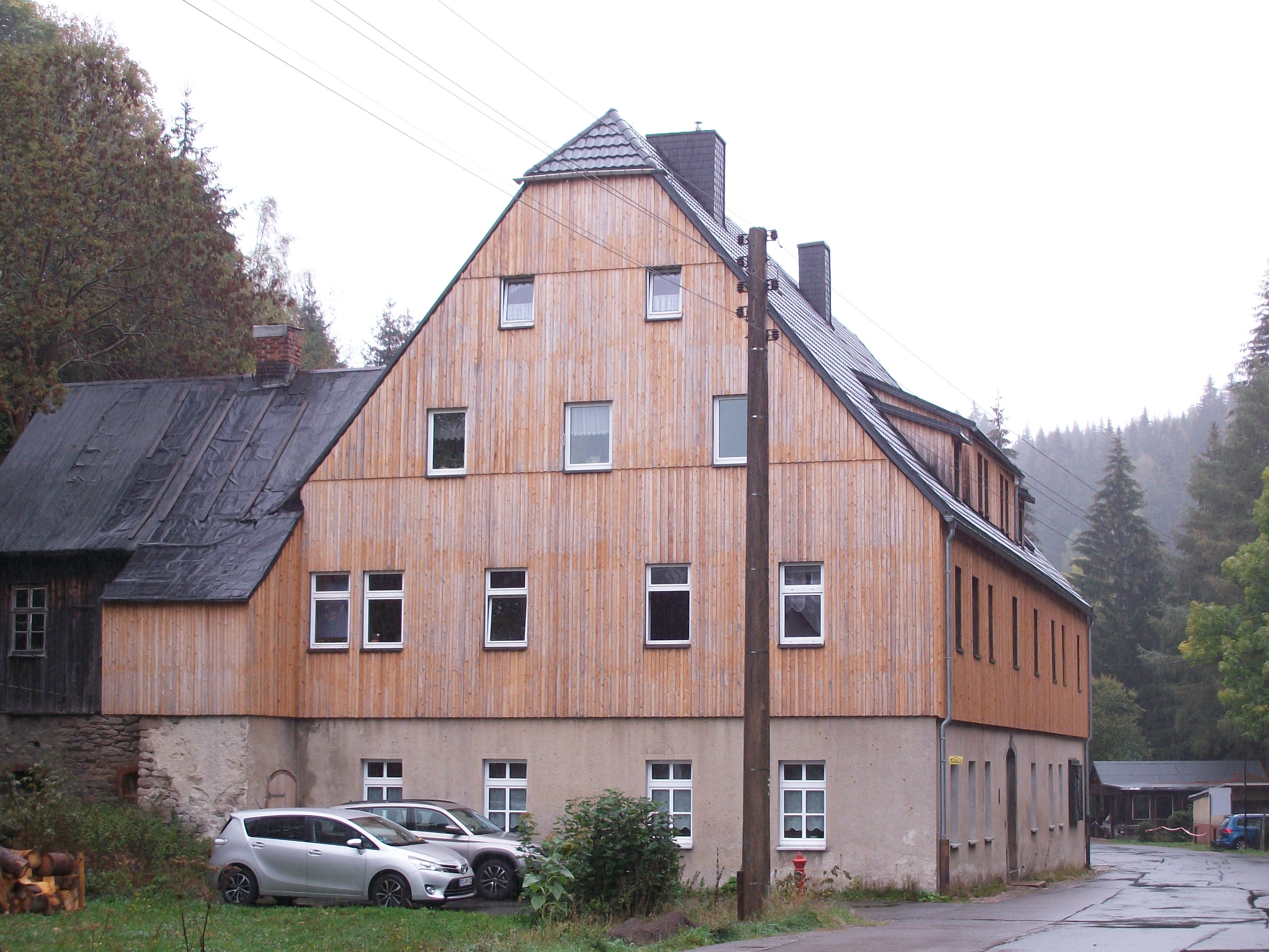
Malzmühle Johanngeorgenstadt

Die Malzmühle oder Obere Stadt-, Kommun- oder Ratsmühle ist ein unter Denkmalschutz stehendes früheres Mühlengebäude an der Jugelstraße 8 in Johanngeorgenstadt, Erzgebirgskreis, Sachsen, das früher vom Jugelbach angetrieben wurde. 

## Geschichte
Nach der Gründung des Exulantenstadt Johanngeorgenstadt im Jahre 1654 stand zum Mahlen auf sächsischer Seite nur die Weigelmühle zur Verfügung, die dem steigenden Bedarf nicht gewachsen war. Auf böhmischer Seite, also bereits im Ausland, lag die Hammermühle in Breitenbach, die aber hauptsächlich nur für das Hammerwerk, die Hammersiedlung und die im Waldrevier der Bergstadt Platten gelegenen Siedlungen arbeitete und von den meisten Exulanten in Johanngeorgenstadt nicht genutzt wurde. So wurde bereits am 9. Juni 1654 durch den neugebildeten Rat von Johanngeorgenstadt unter Leitung von Johann Löbel mit dem Bau einer eigenen Mühle am Jugelbach oberhalb der Weigelmühle begonnen. Da aber die frischgegründete Stadt nicht über die notwendigen Finanzmittel verfügte, kam der Bau schnell ins Stocken. Erst 1662 konnte die Ratsmühle ihren Betrieb aufnehmen. Da zahlreiche bergmännische Anlagen das Wasser des Jugelbaches nutzen, kam der Mühlenbetrieb bei Dürre häufig zum Erliegen, so dass der Rat nach einer Alternative suchte. Es wurde eine Untere Stadt- oder Ratsmühle an der Schneeberger Straße errichtet, die mit Wasser von einem Mühlgraben aus dem Schwarzwasser gespeist wurde. 
Die Mühle besaß den Mahlzwang über Johanngeorgenstadt und auch das Recht zum Verkauf, schwarz und weiß zu backen. Der Mahlbetrieb bei dieser Mühle, wovon auf dem einen Gang das Malz zum Brauen geschroten wurde (daher der Name Malzmühle), war aus Rücksicht ihrer Lage alljährlich auf circa ¼ Jahr anzuschlagen.
Nach dem Erliegen des Mühlbetriebes wurde das Gebäude der Malzmühle als Wohnhaus genutzt. Als typisches erzgebirgisches Mühlengebäude mit zwischenzeitlich durch Bretter verschaltem Fachwerkobergeschoss und von baugeschichtlich, ortsgeschichtlich und ortsbildprägender Bedeutung steht das Gebäude unter der Nummer 09229838 unter Denkmalschutz und wird vom Landesamt für Denkmalpflege Sachsen so charakterisiert: Typisches erzgebirgisches Mühlengebäude mit Fachwerkobergeschoss, baugeschichtlich, ortsgeschichtlich und ortsbildprägend von Bedeutung. Zweigeschossiger Mühlenbau mit hohem Krüppelwalmdach, verbrettertes Obergeschoss (dahinter vermutlich Fachwerk), Eingang mit Segmentbogenabschluss, repräsentatives, historisches Mühlengebäude im Jugelbachtal.